# Hexathele
Hexathele – rodzaj pająków z infrarzędu ptaszników i rodziny Hexathelidae. Obejmuje 20 opisanych gatunków. Wszystkie są endemiczne dla Nowej Zelandii.

## Morfologia
Karapaks ma nieliczne włoski, wykształconą bruzdę szyjną i prostą do nieznacznie wygiętej jamkę. Oczy tworzą zwartą grupkę, a ich pary środkowe rozmieszczone są na planie znacznie szerszego z tyłu niż z przodu oraz tak długiego jak na przedzie szerokiego lub nieznacznie dłuższego niż na przedzie szerszego trapezu. W widoku grzbietowym oczy par przednich leżą w jednej linii, pary tylno-środkowej zaś bardziej z przodu niż tylno-bocznej. Szczękoczułki pozbawione są rastellum. Na przedniej krawędzi bruzdy szczękoczułka leżą silnie zęby, a małe ząbki znajdują się w nasadowej części jej dna koło krawędzi tylnej. Warga dolna i szczęki uzbrojone są w kolce. Na sternum znajdują się trzy pary sigilla. Wszystkie pary odnóży wyposażone są w kolce i mają stopy zwieńczone trzema pazurkami, z których górne cechują się ząbkami umieszczonymi w pojedynczym szeregu. U samca odnóża pary pierwszej mają w odsiebnej części goleni wyrostek z dwoma kolcami, a w dosiebnej części nadstopia wypłaszczone wgłębienie. Opistosoma (odwłok) dysponuje trzema parami kądziołków przędnych, z których ostatnia jest trójczłonowa i znacznie dłuższa niż stopy ostatniej pary odnóży.
Nogogłaszczki samca pozbawione są modyfikacji na goleni. Nogogłaszczki samicy nie mają skopuli. Genitalia samicy zawierają parę jednopłatowych lub dwupłatowych spermatek.

## Ekologia i występowanie

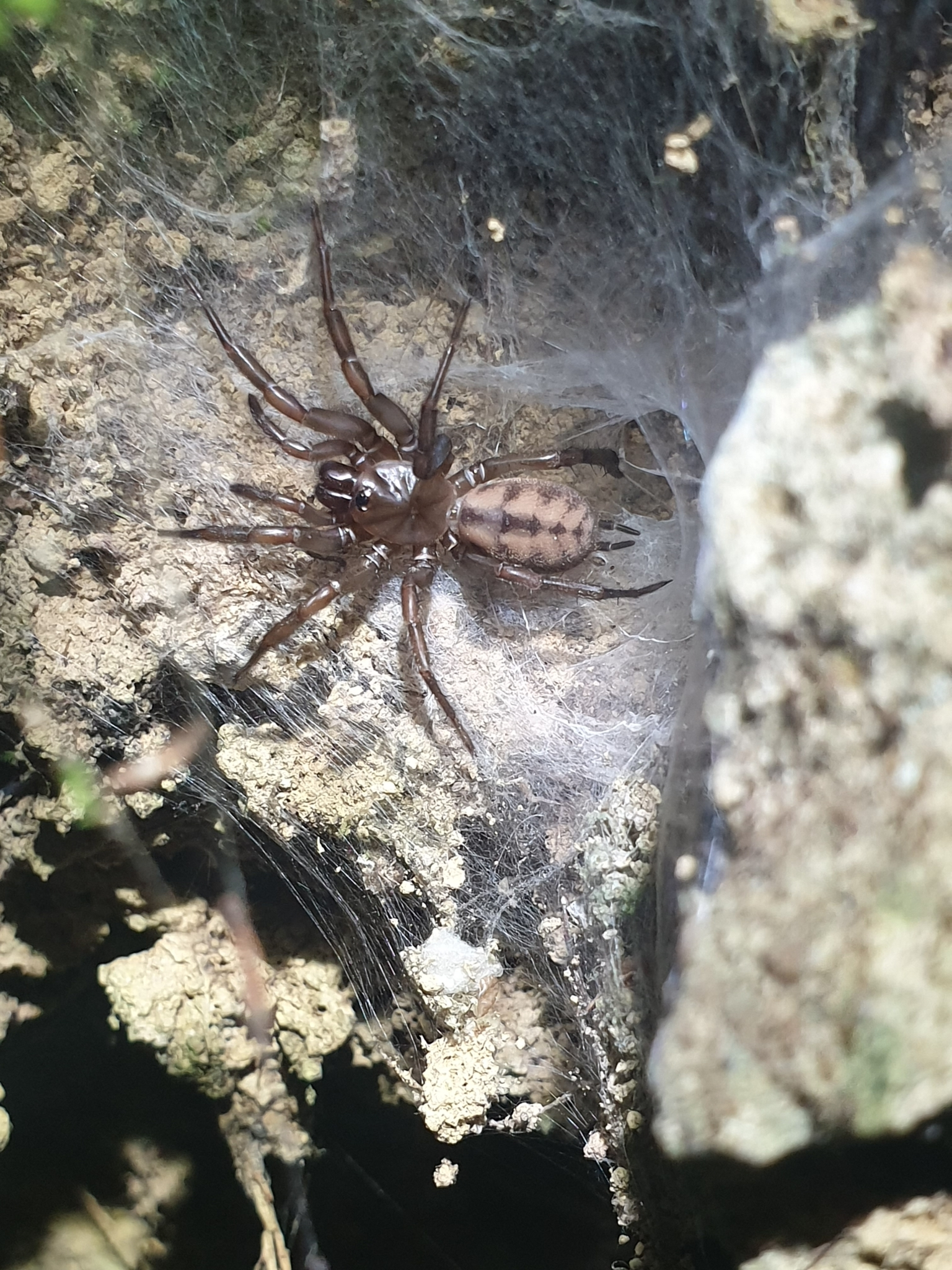
Hexathele kohua w oprzędzie

Pająki te żyją w rurkowatych oprzędach umieszczonych pod korą, kamieniami, w próchnowiskach pni i kłód, szczelinach gleby i dziurach w ziemi. Przynajmniej trzem gatunkom zdarza się również wykopywać własne norki.
Rodzaj endemiczny dla Nowej Zelandii, znany z Wysp Północnej i Południowej.

## Taksonomia i ewolucja

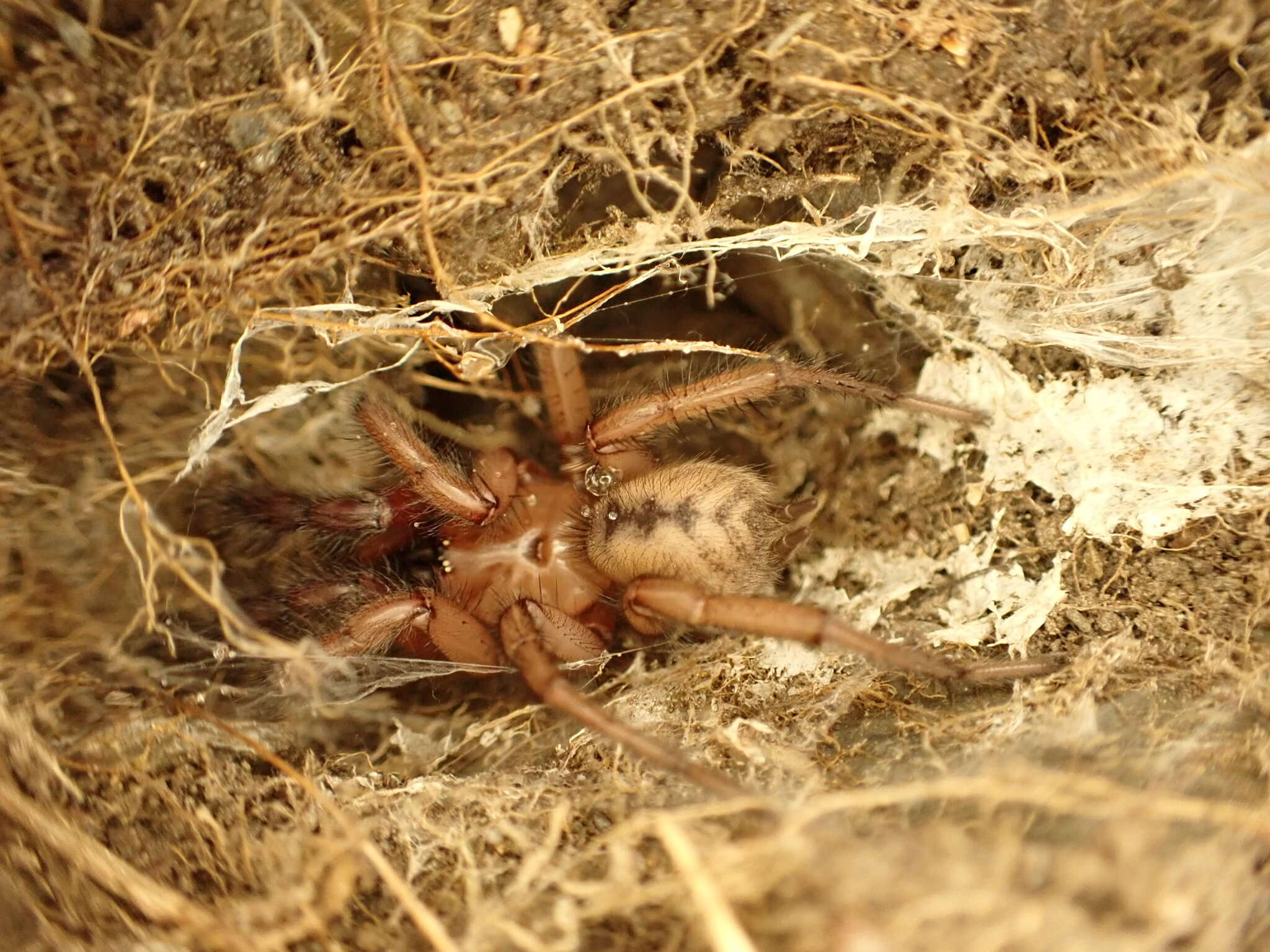
Hexathele petriei

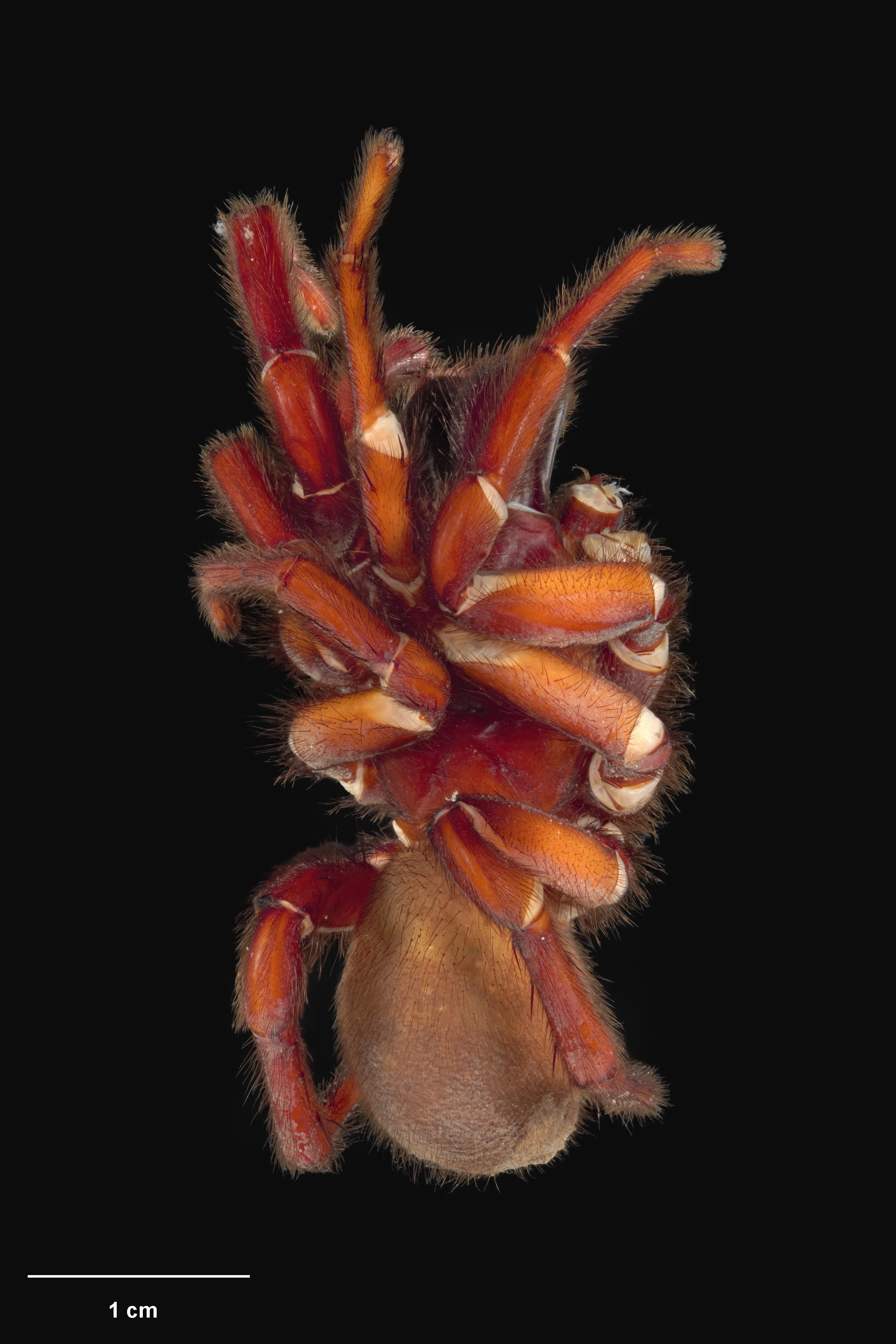
Hexathele waita

Takson ten wprowadzony został w 1871 roku przez Antona Ausserera na łamach „Verhandlungen der Kaiserlich-Königlichen Zoologisch-Botanischen Gesellschaft in Wien” jako monotypowy, z H. hochstetteri jako jedynym gatunkiem. Zdecydowana większość gatunków opisana została w 1968 roku przez Raymonda R. Forstera w monografii poświęconej nowozelandzkim Ctenizetidae i Dipluridae.
Do rodzaju zalicza się 20 opisanych gatunków:
- Hexathele cantuaria Forster, 1968
- Hexathele cavernicola Forster, 1968
- Hexathele exemplar Parrott, 1960
- Hexathele hochstetteri Ausserer, 1871
- Hexathele huka Forster, 1968
- Hexathele huttoni Hogg, 1908
- Hexathele kohua Forster, 1968
- Hexathele maitaia Forster, 1968
- Hexathele nigra Forster, 1968
- Hexathele otira Forster, 1968
- Hexathele para Forster, 1968
- Hexathele petriei Goyen, 1887
- Hexathele pukea Forster, 1968
- Hexathele putuna Forster, 1968
- Hexathele ramsayi Forster, 1968
- Hexathele rupicola Forster, 1968
- Hexathele taumara Forster, 1968
- Hexathele waipa Forster, 1968
- Hexathele waita Forster, 1968
- Hexathele wiltoni Forster, 1968

Wyniki filogenetycznych analiz molekularnych Marshala Hedina i innych z 2018 roku wskazują na zajmowanie przez Hexathele pozycji siostrzanej dla kladu tworzonego przez Plesiothele, Teranodes, Paraembolides i Bymainiella.